# British Salmson AD.9
O British Salmson AD.9 faz parte de uma série de pequenos motores aeronáuticos a pistão, radiais, refrigerados a ar de design francês produzidos na Grã-Bretanha pela British Salmson Aero Engines Ltd, sob licença da Société des Moteurs Salmson, a partir do início da década de 1930.

## Características
Como a potência relativamente baixa do motor era dividida entre vários cilindros, o funcionamento desses motores era particularmente suave e o torque muito uniforme. Para o bom funcionamento desses motores, contribuia o uso do sistema "Canton-Unné" de engrenagens planetárias em uma gaiola que conectava os pistões ao pino da manivela.

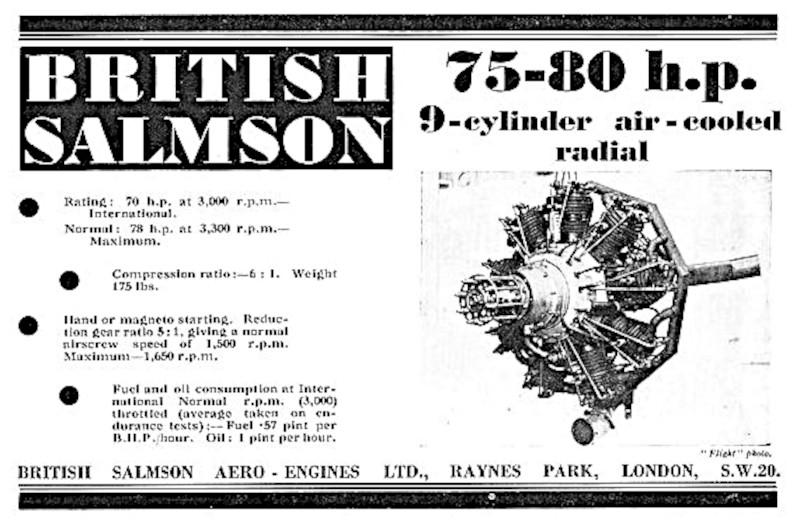
Anúncio do Salmson AD.9 de 1933.

## Variantes

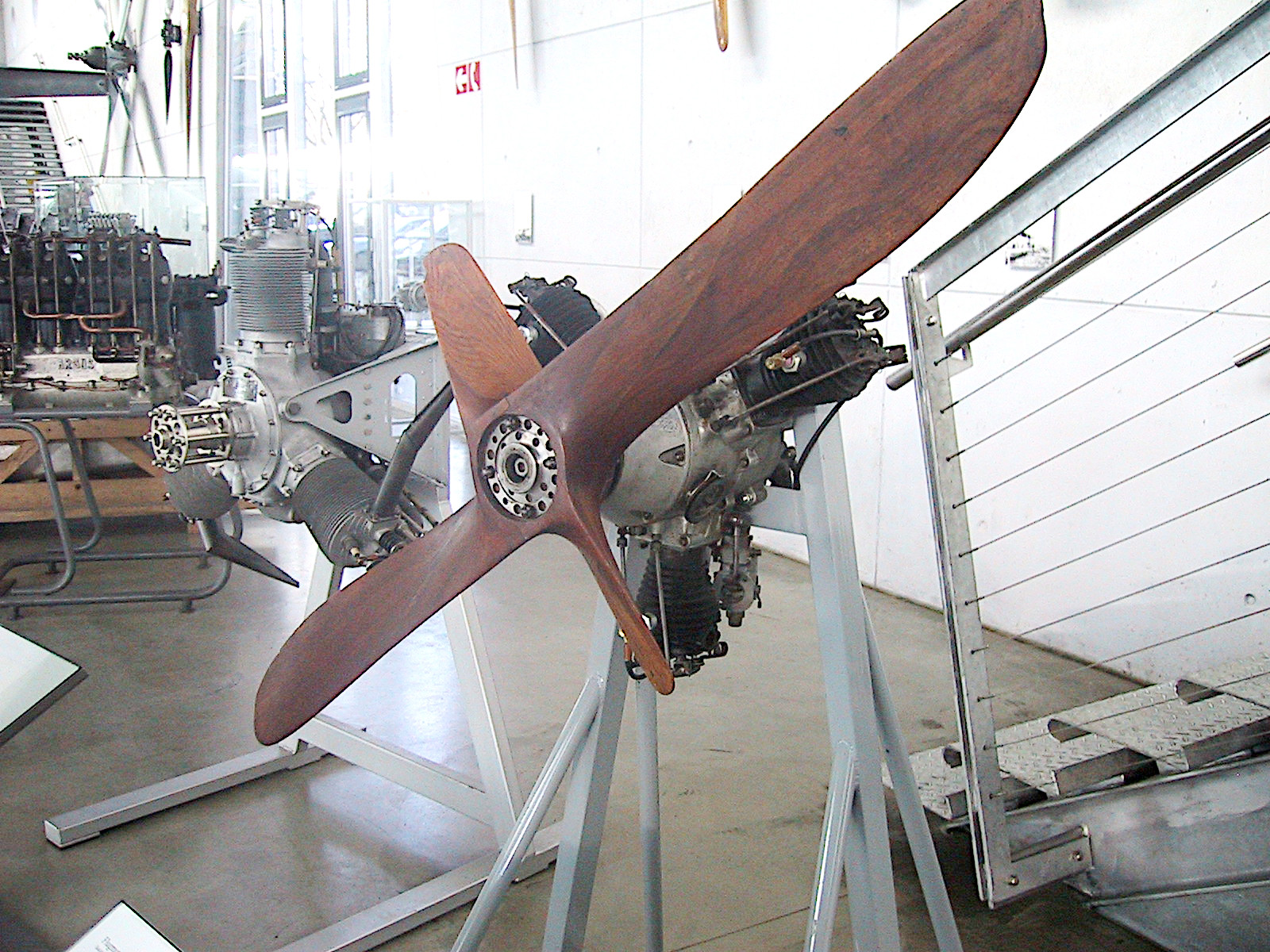
Um motor Salmson AD.3 em exibição num museu na Alemanha.

AC.9135 cavalos (101 kW) de nove cilindros radial, capacidade 9,2 litros (560 cu in)
AD.950 cavalos (37 kW) a 2.000 rpm (potência normal) ou 55 cavalos (41 kW) a 2200 rpm (potência máxima). Diâmetro do cilíndro de 70 mm.
AD.9R70 cavalos de potência (52 kW), versão com engrenagens do AD.9 com furo aumentado de 73 mm e razão de compressão aumentada (6: 1) (3239cc / 197,7cuin).
AD.9NG203 cavalos (151 kW), maior diâmetro e curso. (100 x 140 mm, capacidade de 9896 cc (603,9 luin)).

### Outros
Além dos motores de 9 cilindros, de maior sucesso, a British Salmson também produziu sob licença, os seguintes modelos:
AD.3Produção de licença de três cilindros do Salmson 3 Ad
AC.7105 cavalos (78 kW) radial de sete cilindros, capacidade 7,15 litros (436 pol. Cúbicos)

## Aplicações

Um motor Salmson AD.9 em exibição num museu na Polônia.

AD.9
- Angus Aquila
- BA Swallow
- Comper Swift
- Boulton Paul P.41 Phoenix
- General Aircraft Monospar
- Hafner Revoplane
- Hinkler Ibis
- Parmentier Wee Mite

AD.9R
- Arpin A-1

AD.9NG
- Cierva C.40